# Eichenried (Moosinning)
Eichenried ist ein Gemeindeteil der oberbayerischen Gemeinde Moosinning im Landkreis Erding in Bayern. 

## Geografie
Das Pfarrdorf Eichenried grenzt an Fischerhäuser (Gemeinde Ismaning) 7 km im Südwesten, an Moosinning, an Eicherloh (Gemeinde Finsing) und an Goldach (Gemeinde Hallbergmoos).

## Geschichte
Eichenried ist relativ jung. Mit der von Egon von Poschinger 1896 errichteten Torfbahn nach Ismaning siedelten sich Torfstecher im Moos an. So entstanden Zengermoos und Moosinninger Moos. Wegen der zunehmenden Bevölkerung erhielt der Pfarrer in Moosinning 1908 einen Hilfspriester, der die Bewohner des Mooses zu betreuen hatte. 1922 wurde der Bereich Moosinninger Moos in Eichenried umbenannt. In Eichenried befindet sich die katholische Kirche St. Joseph, die 1953 eingeweiht wurde. Am 1. Juli 1960 wurde Eichenried Sitz einer eigenen Pfarrei.

## Sport
Eichenried besitzt einen Golfplatz, bei dem jedes Jahr die BMW International Open, ein Turnier auf der European Tour stattfindet, und ein Vereinsheim (SV Eichenried).